# Cazals-des-Baylès
Cazals-des-Baylès è un comune francese di 43 abitanti situato nel dipartimento dell'Ariège nella regione dell'Occitania.

## Società

### Evoluzione demografica
Abitanti censiti